# 烏季瓦河
60°26′22″N 53°11′55″E / 60.43944°N 53.19861°E
烏季瓦河（俄语：Утьва），是俄羅斯的河流，位於該國西部彼爾姆邊疆區，屬於韋斯利亞納河的右支流，發源自北部壟崗，河道全長76公里，流域面積697平方公里。